# Folke Lindstedt
Ernst Folke Lindstedt, född 26 september 1884 i Tartu i Estland, död 16 maj 1943 i Stockholm, var en svensk läkare.
Folke Lindstedt var son till professor Anders Lindstedt. Efter mogenhetsexamen vid Nya elementarskolan 1902 blev han student vid Uppsala universitet och avlade en mediko-filosofisk examen 1903. Han studerade därefter till läkare vid Karolinska institutet och avlade en medicine kandidat där 1905. Lindstedt innehade olika amanuenstjänster vid patologiska institutionen vid Karolinska institutet 1907 och 1909–1910, blev 1907 fältläkarstipendiat vid Fältläkarkårens reserv, var 1908–1909 amanuens vid Serafimerlasarettets röntgeninstitution 1908–1909 och blev 1910 medicine licentiat. Han var 1911 amanuens vid Akademiska sjukhusets oftalmiatriska klinik, blev samma år bataljonsläkare i Fältläkarkårens reserv samt var 1912–1913 amanuens och 1913–1914 underläkare vid Serafimerlasarettets medicinska klinik. Efter disputation vid Uppsala universitet 1913 blev Lindstedt medicine doktor 1914 och tjänstgjorde som amanuens vid Serafimerlasarettets poliklinik 1914–1915. Han var 1915–1917 Serafimerlasarettets medicinska polikliniks föreståndare och blev 1915 docent i invärtes medicin vid Karolinska institutet. Lindstedt blev 1916 extra bataljonsläkare i Fältläkarkåren, var 1917–1919 tillförordnad och 1919–1930 ordinarie överläkare vid Garnisonssjukhuset i Stockholm och blev 1922 regementsläkare i Fältläkarkåren. Han var från 1928 överläkare vid Återförsäkrings AB Sverige, överläkare vid Sankt Görans sjukhus från 1930 och ledamot av kommittén angående dödlighetsantaganden för livränteförsäkring 1931–1932. 
Folke Lindstedt blev 1931 ledamot av Krigsvetenskapsakademien. Han är begravd på Norra begravningsplatsen utanför Stockholm.